# Türk Deniz Kuvvetleri
Türk Deniz Kuvvetleri – turecka marynarka wojenna, jeden z rodzajów tureckich sił zbrojnych, odpowiada za kontrolę tureckich wód terytorialnych na morzach: Czarnym, Egejskim, Marmara i Śródziemnym. W obecnej formie istnieje od 1949, ale jej tradycje sięgają roku 1081, kiedy w Anatolii miała powstać pierwsza taka formacja. Nazwy okrętów tureckiej marynarki wojennej poprzedzane są skrótem TCG. Obecnie trwa modernizacja techniczna, w najbliższych latach do służby powinno wejść 8 korwet i 4 fregaty projektu Milgem oraz 6 okrętów podwodnych typu 214.

## Wyposażenie

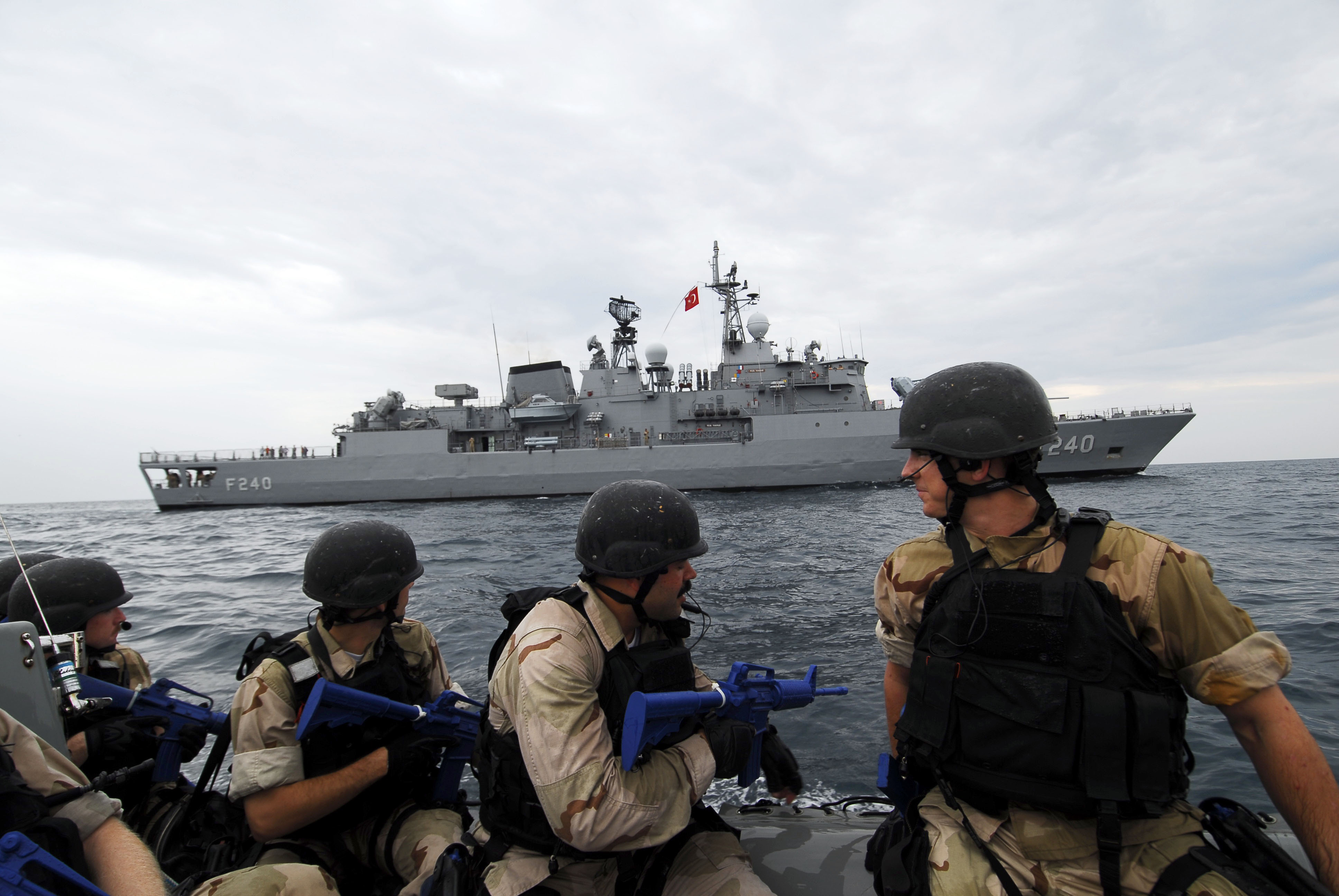
Fregaty projektu MEKO 200 (typ Yavuz)

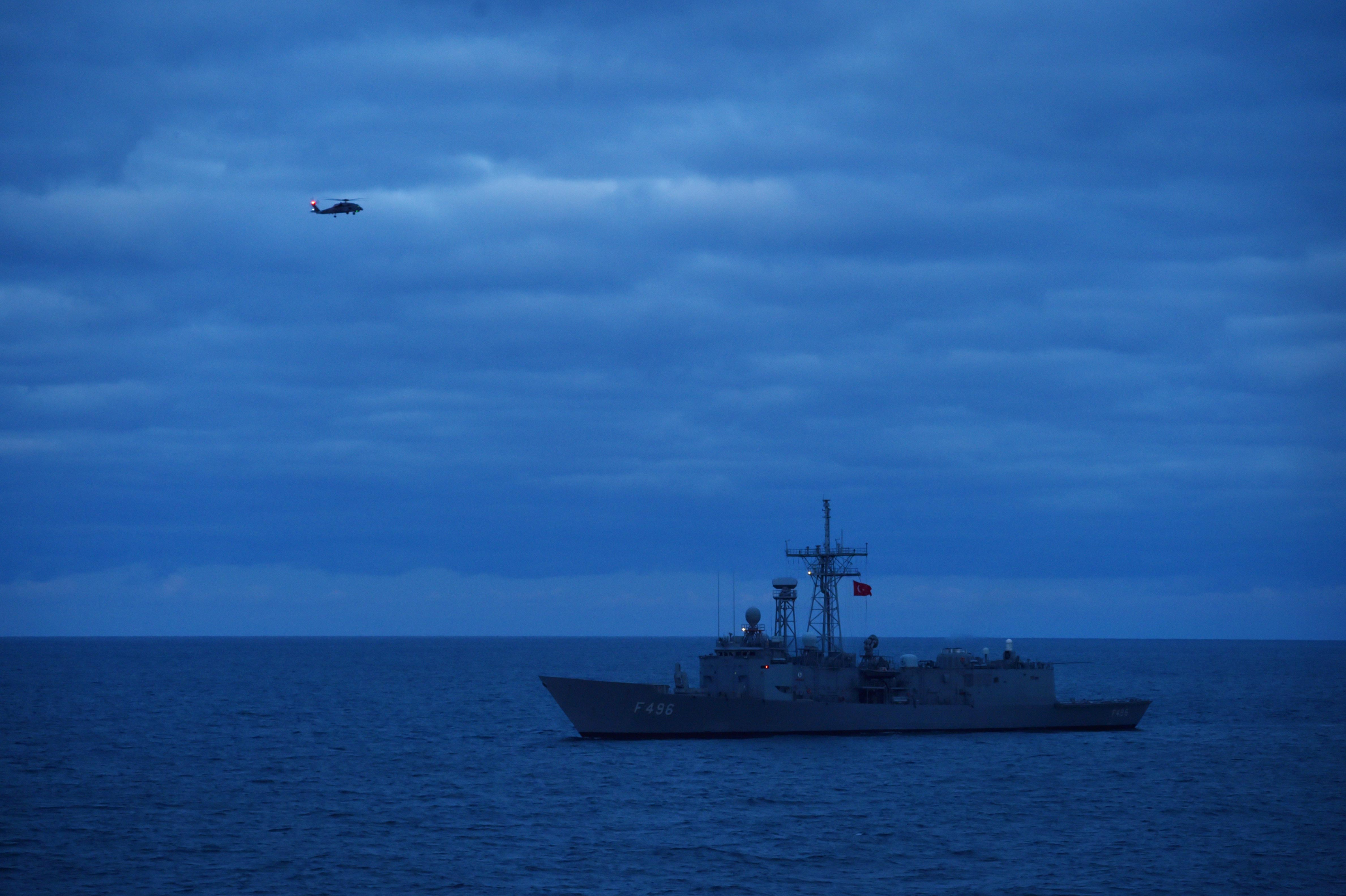
Fregaty typu Gabya

### Lotniskowiec (1)
- 1 typu Juan Carlos I TCG Anadolu (L400)

### Okręty podwodne (13)
- 4 typu 209T2/1400 (typ Gür)
- 4 typu 209T1/1400 (typ Preveze)
- 5 typu 209/1200 (typ Atılay)

### Fregaty (16)
- 2 MEKO 200 TN IIB (typ Salihreis)
- 2 MEKO 200 TN IIA (typ Barbaros)
- 4 MEKO 200 TN I (typ Yavuz)
- 8 ex-amerykańskich fregat typu Oliver Hazard Perry (typ Gabya)

### Korwety (8)
- 4 korwety projektu Milgem (typ Ada)
- 6 ex-francuskich korwet typu A69 (typ B)

### Inne
- 23 okręty rakietowe różnych typów
- 28 okrętów patrolowych różnych typów
- 32 okręty zwalczania min różnych typów
- 29 okrętów desantowych różnych typów
- 13 okrętów zaopatrzeniowych różnych typów

### Lotnictwo
- 6 ATR 72-600 TMPA
- 2 ATR 72-600 TMUA
- 5 CASA CN-235 MPA
- 7 Socota TB-20
- 25 Sikorsky S-70B2 Seahawk
- 12 Agusta-Bell 212